# Kefar Truman
Kefar Truman (hebr. ‏כְּפַר טְרוּמַן‎) – moszaw położony w samorządzie regionu Chewel Modi’in, w Dystrykcie Centralnym, w Izraelu.
Leży na północ od miasta Lod i na południowy wschód od międzynarodowego portu lotniczego im. Ben-Guriona, w otoczeniu moszawów Bet Arif, Bet Nechemja i Chadid oraz miejscowości Szoham. Na wschód od moszawu znajduje się baza logistyczna Towala Sił Obronnych Izraela.

## Historia
Pierwotnie była tutaj arabska wioska Bajt Nabala, której mieszkańcy uciekli podczas wojny izraelsko-arabskiej w 1948.
Współczesny moszaw został założony w 1949 przez zdemobilizowanych żołnierzy oddziałów Palmach. Osada początkowo nazywała się Bene Harel. Była to bardzo mała osada rolnicza i w 1950 przedstawiciele Agencji Żydowskiej zaproponowali mieszkańcom wsi zmianę jej nazwy na Kefar Truman, na cześć prezydenta Stanów Zjednoczonych Harry’ego S. Trumana. W zamian Agencja zobowiązała się udzielić pomocy przy rozbudowie infrastruktury, takiej jak drogi, elektryczność i wodociągi. Mieszkańcy zgodzili się, i dodatkowo sąsiedniemu lasowi nadano imię córki amerykańskiego prezydenta, Margaret Truman. Na uroczystości nadania nowej nazwy moszawowi nie było żadnego przedstawiciela Stanów Zjednoczonych lub rodziny Trumanów.
W latach 1949–1967 moszaw leżał w niezwykle ważnym strategicznie punkcie, pomiędzy międzynarodowym lotniskiem Lod a granicą z Jordanią. Była to popularna droga arabskich bandytów, złodziei i terrorystów, którzy przenikali na terytorium Izraela. W Kefar Truman dochodziło do licznych przypadków kradzieży bydła i owiec oraz szeregu aktów sabotażu. W wyniku tego, wielu mieszkańców wyprowadzało się stąd by mieszkać w spokojniejszych okolicach kraju. Między innymi w 1953 osiedliła się tutaj grupa imigrantów z Jugosławii, jednak już po roku wyprowadzili się. W 1956 w moszawie podjęto akcję budowy domów dla bezrobotnych, ponieważ w owym czasie było bardzo duże bezrobocie w Izraelu. Ścięto wówczas wiele okolicznych drzew, ale pozyskano w ten sposób nowych mieszkańców moszawu. Bezpieczeństwo poprawiło się dopiero po wojnie sześciodniowej 1967 roku.

## Gospodarka
Gospodarka moszawu opiera się na intensywnym rolnictwie. Produkcją i sprzedażą produktów rolniczych zajmuje się między innymi spółka Stern E.U. Food Products Ltd.. Eksport świeżych papryk, pomidorów i przypraw ziołowych prowadzi spółka Adafresh Ltd..
Znajduje się tutaj także firma Urban Aeronautics, która konstruuje małe helikoptery, wykorzystywane przy pracach na napowietrznych liniach energetycznych, akcjach ratowniczych w dużych miastach i do nadzorowania ruchu ulicznego na autostradach. W branży budowlanej działa firma Equipment Roes Ltd.. Natomiast firma Aerophone Ltd. produkuje sprzęt komunikacyjny dla potrzeb wojska i lotnictwa cywilnego.

## Komunikacja
Na południe od moszawu przebiega autostrada nr 1  (Tel Awiw–Jerozolima), nie ma jednak bezpośredniego wjazdu na nią. Przy moszawie przebiega droga nr 453 , którą jadąc w kierunku zachodnim dojeżdża się do skrzyżowania z drogami ekspresowymi nr 40  (Kefar Sawa–Ketura) i nr 46  (Ben Gurion Airport-Tirat Jehuda), natomiast jadąc w kierunku wschodnim dojeżdża się do bazy wojskowej Towala i drogi nr 444  przy moszawie Bet Nechemja.